# Volta al País Basc 1979
La Volta al País Basc 1979 fou la 19a edició de la Volta al País Basc. La cursa es disputà en cinc etapes, una d'elles dividides en dos sectors, un d'ells contrarellotge individual, entre el 2 i el 6 d'abril de 1979 i un total de 826,5 km.
La cursa va ser dominada per l'italià Giovanni Battaglin (Inoxpran), que demostrà una gran superioritat sobre la resta de competidors. Vicente Belda (Transmallorca) fou el segon classificat i Miguel Mari Lasa (Moliner-Vereco), vencedor de la tercera etapa, tercer. El mateix Lasa guanyà la classificació per punts, mentre la muntanya fou per a José Luis Mayoz (Novostil-Helios), les metes volants per a Juan Fernández (Kas) i el Transmallorca fou el millor equip.

## Equips participants
Set van ser els equips que van prendre la sortida, els espanyols CR-Manzaneque, Moliner-Vereco, Novostil-Helios, Transmallorca, Teka i Kas, i l'estranger Inoxpran, per completar un gran grup de 70 corredors.

## Etapes
| Etapa | Data      | Recorregut                   |                           | Km  | Vencedor de l'Etapa       | Líder de la general      | Ref.  |
| ----- | --------- | ---------------------------- | ------------------------- | --- | ------------------------- | ------------------------ | ----- |
| 1ª    | 2 d'abril | Tolosa - Etxarri-Aranatz     | Etapa accidentada         | 190 | Giovanni Mantovani (ITA)  | Giovanni Mantovani (ITA) | [ 5 ] |
| 2ª    | 3 d'abril | Etxarri-Aranatz - Azkoitia   | Etapa de mitja muntanya   | 180 | Giovanni Battaglin (ITA)  | Giovanni Battaglin (ITA) | [ 5 ] |
| 3ª    | 4 d'abril | Azkoitia - Hondarribia       | Etapa de muntanya         | 160 | Miguel Mari Lasa (ESP)    | Giovanni Battaglin (ITA) | [ 6 ] |
| 4ª    | 5 d'abril | Hondarribia - Bermeo         | Etapa de muntanya         | 175 | E. Martínez Heredia (ESP) | Giovanni Battaglin (ITA) | [ 7 ] |
| 5ª A  | 6 d'abril | Bermeo - Oñati               | Etapa accidentada         | 112 | Isidro Juárez (ESP)       | Giovanni Battaglin (ITA) | [ 2 ] |
| 5ª B  | 6 d'abril | Oñati - Santuari d'Arantzazu | contrarellotge individual | 9,5 | Giovanni Battaglin (ITA)  | Giovanni Battaglin (ITA) | [ 2 ] |

## Classificació general
|     | Ciclista                 | Equip           | Temps       |
| --- | ------------------------ | --------------- | ----------- |
| 1.  | Giovanni Battaglin (ITA) | Inoxpran        | 23h 53' 08" |
| 2.  | Vicente Belda (ESP)      | Transmallorca   | + 2' 09"    |
| 3.  | Miguel Mari Lasa (ESP)   | Moliner-Vereco  | + 2' 26"    |
| 4.  | Manuel Esparza (ESP)     | Teka            | + 2' 26"    |
| 5.  | Josep Pesarrodona (ESP)  | Teka            | + 2' 48"    |
| 6.  | Enrique Cima (ESP)       | Transmallorca   | + 2' 51"    |
| 7.  | Felipe Yáñez (ESP)       | Novostil-Helios | + 2' 55"    |
| 8.  | Julián Andiano (ESP)     | Moliner-Vereco  | + 3' 00"    |
| 9.  | Alberto Fernández (ESP)  | Moliner-Vereco  | + 3' 09"    |
| 10. | José Luis Mayoz (ESP)    | Novostil-Helios | + 3' 14"    |